# North Mundham
North Mundham – wieś w Anglii, w hrabstwie West Sussex, w dystrykcie Chichester. Leży 3 km na południowy wschód od miasta Chichester i 89 km na południowy zachód od Londynu. W 2001 miejscowość liczyła 1171 mieszkańców.